# Уэйн, Джун
Джун Уэйн (англ. June Wayne, полное имя June Claire Wayne; 1918—2011) — американская художница, дизайнер и педагог, также деятель феминизма.
Основатель мастерской Tamarind Lithography Workshop (1960—1970) в Калифорнии, ныне — Институт Тамаринд.

## Биография
Родилась 7 марта 1918 года в Чикаго в семье Альберта Лавина (Albert Lavine) и его жены Дороти Элис Клайн (Dorothy Alice Kline), брак которых распался вскоре после рождения Джун. Воспитанием девочки занимались мать-одиночка и бабушка.
Джун хотела стать художником и бросила школу в возрасте пятнадцати лет, чтобы достичь этой цели. Хотя у неё не было формального художественного образования, она начала рисовать и провела свою первую выставку в чикагской галерее Boulevard Gallery в 1935 году. С семнадцати лет она начала выставлять свои акварели под именем Джун Клэр. В 1936 году она снова выставлялась во Дворце искусств в Мехико. К 1938 году она работала художником в проекте Easel в Управлении общественных работ США Чикаго.
В 1939 году Уэйн переехала в Нью-Йорк, работая днем как дизайнер ювелирных украшений и продолжая рисовать в свободное время. Она вышла замуж за хирурга ВВС США Джорджа Уэйна (George Wayne) в 1940 году, который был направлен в 1942 году на европейский театр военных действий Второй мировой войны. Пока муж воевал в Европе, Джун сначала переехала в Лос-Анджелес, где изучала Production Illustration в Калифорнийском технологическом институте и прошла обучение, которое помогло ей найти работу по разработке чертежей для авиационной промышленности; затем переехала в Чикаго и работала на радиостанции WGN. В 1944 году она вернулась в Лос-Анджелес вместе с мужем, который окончил службу и приехал в США. Пара развелась в 1960 году, но художница продолжал использовать имя Джун Уэйн в качестве своей профессиональной идентичности до конца жизни.
В Лос-Анджелесе Джун стала неотъемлемой частью калифорнийской художественной жизни. Продолжая рисовать и выставляться, она занялась в 1948 году литографией в помещении литографа Линтона Кистлера (Lynton Kistler), сначала создавая литографии на основе своих картин, а затем создавая новые литографические работы. В конце 1950-х годов Джун Уэйн отправилась в Париж, чтобы сотрудничать с французским мастером литографии Марселем Дюрасье (Marcel Durassier) на работах, иллюстрирующих любовные сонеты английского поэта Джона Донна. Её деятельность поддержал Уилсон МакНил Лоури (Wilson MacNeil Lowry) — директор искусства и гуманитарных программ Фонда Форда. Когда Уэйн встретилась с Лоури, то выразила свое разочарование по поводу необходимости ехать в Европу, чтобы найти сотрудников для своих проектов литографии, Лоури предложил, чтобы она подала предложение в Фонд Форда в поисках денег для оживления и развития искусства литографии в США. При содействии фонда Джун Уэйн открыла в 1960 году мастерскую литографии Tamarind Lithography Workshop (названа по её расположению на одноимённой улице в Голливуде). Уэйн исполнял обязанности директора, её помощниками и сотрудниками стали художник и гравер Клинтон Адамс, а также специалист по литографии Гаро Антреасян. Они вместе работали над изготовлением литографий, к ним в гости приезжали другие известные художники — Ромас Вьесулас (Romas Viesulas), Ричард Дибенкорн, Сэм Фрэнсис, Руфино Тамайо, Луиза Невельсон, Филипп Густон, Бурхан Догансай, а также Джозеф и Анни Альберс. Мастерская Тамаринд стала образовательным учреждением, целью которого было обучение литографии американских типографов и художников. В 1970 году Уэйн подала в отставку с поста директора, мастерская переехала в Университет Нью-Мексико и в настоящее время действует как Институт Тамаринд.
Воодушевленная подругой Мадлен Джарри (Madeleine Jarry), автором и экспертом по гобеленам, Джун Уэйн некоторое время создавала гобелены во Франции на знаменитой Мануфактуре Гобеленов. В 1970-х годах она была вовлечена в феминистское художественное движение в Калифорнии. Проводила семинары по повышению квалификации под названием «Joan of Art» для молодых женщин-художников, поощряя их участие в феминистском сообществе. Вместе с другими художниками, включая Шейлу Леврант де Бретвиль и Рут Вайсберг, Джун Уэйн была одним из основателей общества Los Angeles Council of Women in the Arts, которое добивалось равного представительства женщин-художников на музейных выставках. Она также входила в состав отборочной комиссии для выставки «Contemporary Issues: Works on Paper by Women», которая открылась в Лос-Анджелесском Woman's Building в 1977 году, где были представлены работы более 200 женщин-художников. В числе её учеников была Фейт Бромберг, которая впоследствии сама участвовала в феминистском художественном движении. В 1982 году Джун Уэйн стала одним из первых обладателей награды  Vesta Award, присуждаемой Los Angeles Woman's Building женщинам, внесшим выдающийся вклад в искусство.
Произведения Джун Уэйн выставляются по всему миру и являются частью нескольких постоянных музейных коллекций. Она была удостоена ряда профессиональных и общественных наград, а также удостоена звания почетного доктора учебных заведений — Rhode Island School of Design, Moore College of Art and Design, California College of the Arts и Atlanta College of Fine Arts. В 2002 году Уэйн стал профессором-исследователем в Ратгерском университете; она также пожертвовала университету 3300 печатных изданий, посвященных ей и другим художникам, ставших основой June Wayne Study Center and Archive.
Умерла от рака в собственной студии 23 августа 2011 года в Лос-Анджелесе. У неё осталась дочь Robin Claire Park.